# Gynoplistia (Gynoplistia) aurantiopyga
Gynoplistia (Gynoplistia) aurantiopyga is een tweevleugelige uit de familie steltmuggen (Limoniidae). De soort komt voor in het Australaziatisch gebied.